# Rosenda Monteros
Ne doit pas être confondu avec Rosa Montero.
Rosa Méndez Leza (née le 31 août 1935 à Veracruz et morte le 29 décembre 2018 à Mexico) est une actrice mexicaine, connue sous le nom de scène de Rosenda Monteros.

## Biographie
Au cinéma, Rosenda Monteros contribue à trente films (mexicains, américains, britanniques, espagnols ou en coproduction), les trois premiers sortis en 1954 — dont la coproduction américano-mexicaine The White Orchid (en) de Reginald Le Borg, avec William Lundigan et Peggie Castle —.
Mentionnons également le drame mexicain Nazarín de Luis Buñuel (1958, avec Francisco Rabal et Marga López), le western américain Les Sept Mercenaires de John Sturges (1960, avec Yul Brynner et Steve McQueen), le film d'aventure britannique La Déesse de feu de Robert Day (1965, avec Ursula Andress et Peter Cushing), ainsi que le film d'horreur espagnol Le Collectionneur de cadavres de Santos Alcover (1970, avec Jean-Pierre Aumont et Boris Karloff).
Ses deux derniers films à ce jour sortent respectivement en 1982 (une adaptation de La Maison de Bernarda Alba de Federico García Lorca) et 2005.
Pour la télévision, elle collabore à un téléfilm mexicain diffusé en 1974, autre adaptation de La Maison de Bernarda Alba précitée.
À ce jour, elle se produit aussi dans dix-sept séries entre 1958 et 2007, notamment plusieurs telenovelas mexicaines (incluant une adaptation en 1973 des Misérables de Victor Hugo).
Signalons encore sa participation à deux séries-westerns françaises, Les Indiens de Pierre Viallet (1964) et Winnetou le mescalero (de) de Marcel Camus (1980, avec Pierre Brice dans le rôle-titre).
Par ailleurs, Rosenda Monteros mène une carrière au théâtre et joue entre autres au sein de la Compagnie Nationale de Théâtre de Mexico (en).

## Filmographie partielle

### Cinéma
Films mexicains
- 1954 : Rita, fille ardente (Llévame en tus brazos) de Julio Bracho[2] : Marta
- 1955 : María la Voz de Julio Bracho : Isabel
- 1958 : Las tres pelonas de René Cardona : María
- 1959 : Nazarín de Luis Buñuel : la prieta
- 1960 : El esqueleto de la señora Morales de Rogelio A. González
- 1968 : Un extraño en la casa d'Alfredo Zacarías : Diana
- 1982 : La Maison de Bernarda Alba (La casa de Bernarda Alba) de Gustavo Alatriste : Martirio

Films américains
- 1956 : Acapulco (A Woman's Devotion) de Paul Henreid : Maria
- 1958 : Villa!! de James B. Clark : Marianna Villa
- 1960 : Les Sept Mercenaires (The Magnificent Seven) de John Sturges : Petra

Films britanniques
- 1962 : La Belle des îles (Tiara Tahiti) de Ted Kotcheff : Belle Annie
- 1965 : La Déesse de feu (She) de Robert Day : Ustane

Films espagnols
- 1965 : Ninette y un señor de Murcia de Fernando Fernán Gómez : Ninette
- 1970 : Le Collectionneur de cadavres ou Le Chaudron de sang (El coleccionista de cadáveres) de Santos Alcover : Valérie

Coproductions
- 1954 : The White Orchid de Reginald Le Borg : Lupita (film américano-mexicain)
- 1966 : La Pampa sauvage (Savage Pampas) d'Hugo Fregonese : Rucu (film américano-argentino-espagnol)
- 1981 : Las siete cucas de Felipe Cazals : la servante de Benita (film hispano-mexicain)

### Télévision
(séries, sauf mention contraire)
- 1958 : Captain David Grief, saison 1, épisode 16 The Ghost of Tupapau : Naua
- 1964 : Les Indiens, feuilleton de Pierre Viallet : Wany
- 1973 : Les Misérables (Los miserables), telenovela d'Antulio Jiménez Pons : Sœur Simplice
- 1974 : La Maison de Bernarda Alba (La casa de Bernarda Alba), téléfilm de Julio Castillo : Angustias
- 1980 : Winnetou le mescalero (de), série de Marcel Camus : Hehaka Win
- 1983 : Cuando los hijos se van, telenovela d'Héctor Bonilla : Tia Elvira
- 2000 : El amor no es como lo pintan, telenovela d'Antulio Jiménez Pons : María Elena Ramírez